# Jón Arnór Stefánsson
Jón Arnór Stefánsson (* 21. September 1982 in Skövde) ist ein ehemaliger isländischer Basketballspieler.

## Laufbahn
Stefánsson verließ sein Heimatland 1998 und wechselte an die Artesia High School in den US-Bundesstaat Kalifornien. Dort spielte er bis 2000. Gegen die Schule wurden im Jahr 2000 Ermittlungen angestrengt, da der Vorwurf bestand, die Schülerausweise, die Stefánsson und seinem aus der Dominikanischen Republik stammenden Mannschaftskameraden Jack Martinez ausgestellt wurden, hätten falsche Angaben enthalten. Im Juni 2000 wurden alle in der Saison 1999/2000 von der Schulmannschaft bestrittenen Spiele für ungültig erklärt, die Schule trennte sich von Trainer Wayne Merino.
Nach der Rückkehr aus den Vereinigten Staaten spielte Stefánsson noch am Saisonende 1999/2000 für KR Reykjavík und wurde Meister. Durch seine Leistungen in der isländischen Liga (2001/02 war er Spieler des Jahres) sowie bei Auftritten mit den Jugend-Nationalmannschaften seines Landes empfahl er sich für Aufgaben in anderen europäischen Ligen. In der Saison 2002/03 spielte er in der deutschen Basketball-Bundesliga für TBB Trier. Er wurde mit den Moselanern Bundesliga-Letzter, erreichte aber ansprechende statistische Werte (13 Punkte, 2,8 Rebounds, 2,7 Vorlagen/Spiel) und wurde daraufhin von den Dallas Mavericks (NBA) verpflichtet. Bei den Texanern kam er jedoch nicht zum Einsatz.
2004 unterschrieb er bei Dynamo St. Petersburg und gewann mit der Mannschaft die FIBA Europe League. 2005/2006 spielte er in Neapel, wurde mit Pompea italienischer Pokalsieger. Danach stand er bei Pamesa Valencia in Spanien unter Vertrag, ging während der Saison 2006/07 zum italienischen Club Lottomatica Roma und errang mit den Hauptstädtern 2008 in der Meisterschaft den zweiten Rang.
Stefánsson zog es zur Saison 2008/09 nach Island und zu KR Reykjavík zurück. Er führte KR zum Gewinn des Meistertitels und wurde als bester Spieler der Saison ausgezeichnet. Im April 2009 sicherte sich Benetton Treviso aus Italien seine Dienste, Stefánsson kam für Treviso bis zum Ende der Saison 2008/09 noch auf zehn Einsätze. Er wechselte zum CB Granada in die spanische Liga ACB, überzeugte dort in beiden Spielzeiten mit jeweils rund 10 Punkten je Begegnung, bevor er nach zwei Jahren zum Ligakonkurrenten CAI Saragossa wechselte. 2014 spielte er bei Unicaja Málaga. Stéfansson wurde als Islands Sportler des Jahres 2014 geehrt. 2016 ging er nach Valencia zurück.
2016 erfolgte Stéfanssons Rückkehr in sein Heimatland, er schloss sich wieder KR Reykjavík an. 2017, 2018 und 2019 wurde er mit KR isländischer Meister. Sein letzter Verein im leistungsbezogenen Basketballsport wurde der isländische Erstligist Valur. Später spielte er unterklassig noch für KRs zweite Mannschaft.

### Nationalmannschaft
Stéfansson nahm an den Europameisterschaftsendrunden 2015 und 2017 teil, zuvor spielte er mit Island bei B-Europameisterschaften. Zwischen 2000 und 2019 bestritt er 100 Länderspiele.

## Sonstiges
Sein Bruder Ólafur Stefánsson spielte für die isländische Handballnationalmannschaft.